# Пантелеев, Сергей Юрьевич
Сергей Юрьевич Пантелеев (род. 15 марта 1972 г. Горское, Ворошиловградская область, Украинская ССР, СССР) — российский политолог, историк, общественный деятель, директор Института Русского зарубежья. С 2023 года находится под санкциями всех стран Евросоюза за распространение дезинформации и пропаганды.

## Биография
Родился 15 марта 1972 г. в городе Горское Ворошиловградской области Украинской ССР. Отец — Пантелеев Юрий Степанович, шахтёр шахты «Горская», мать — Пантелеева (в девичестве — Купчук) Мария Даниловна, из семьи украинских крестьян.
Детство провел в Ворошиловградской (Луганской) области, где в 1989 г. окончил среднюю школу № 16 города Золотое.
В 1989—1991 гг. проходил службу в рядах Советской Армии. С 1992 г. проживает в Москве.
1993—1998 гг. — студент Исторического факультета МГУ им М.В. Ломоносова. Специализировался на политической истории России после 1991 г., разрабатывал тему «русского вопроса» после распада СССР и современных политико-идеологических процессов. Научный руководитель — А. С. Барсенков.
1998—2001 гг. — аспирант Исторического факультета МГУ им М.В. Ломоносова, тема научной работы — «Национальная идея в современной России», научный руководитель — Ю. С. Кукушкин.
В 1999—2005 гг. работал на избирательных проектах федерального и регионального уровня в качестве политтехнолога.
В 2004 г. познакомился с В.И. Мошевым (1960—2014) — русским общественным деятелем и журналистом из Латвии, бывшим участником Интерфронта Латвийской ССР, с которым совместно разрабатывает концепцию создания новой общественной организации в России, деятельность которой будет направлена на развитие связей с русскими соотечественниками за рубежом посредством использования современных информационных технологий. Эти идеи стали основой для создания в марте 2005 г. Института Русского зарубежья и Информационно-аналитического портала «Россия и соотечественники» — RUSSKIE.ORG.
В 2005 г. учредил и возглавил Автономную некоммерческую организацию «Институт Русского зарубежья».
С 2005 г. — главный редактор Информационно-аналитического портала «Россия и соотечественники» (www.russkie.org). В 2007 г. портал стал лауреатом Национальной премии за вклад в развитие российского сегмента сети Интернет («Премия Рунета»), заняв первое место в номинации «Рунет за пределами. Ру».
В 2008 г. издал роман Тимофея Круглова (литературный псевдоним В. И. Мошева) «Виновны в защите Родины, или РУССКИЙ», посвященного истории русского сопротивления в Латвии времен распада СССР — деятельности Итерфронта и Рижского ОМОНа.
С 2011 г. — 2021 гг. — главный редактор портала для российских соотечественников «Русский век» (www.ruvek.ru), созданного по заказу МИД России в целях информационного обеспечения Государственной программы по оказанию содействия добровольному переселению в Российскую Федерацию соотечественников, проживающих за рубежом.
С 2012 г. член экспертно-правового Совета Фонда поддержки и защиты прав соотечественников, проживающих за рубежом.
В 2013—2014 гг. разработчик концепции и создатель официального Интернет-представительства Всемирного координационного совета российских соотечественников.
Один из учредителей Ливадийского клуба (2018 г.) и Экспертного клуба Союзного государства (2021 г.). Президент РОО «Луганское землячество» (с 2018 г.).
С 2020 г. руководитель Международного проекта в сфере публичной дипломатии «Точки Роста», который нацелен на популяризацию среди молодежи идеи интеграции в рамках Союзного государства России и Беларуси и Евразийского экономического союза.
Организатор многочисленных общественно значимых проектов, конференций, круглых столов, форумов и пр. на территории Украины, Молдовы и Приднестровья, Белоруссии, Киргизии, других государств.
В качестве эксперта регулярно принимает участие в различных общественно-политических передачах на центральном российском ТВ.

## Санкции
28 июля 2023 года Пантелеев включён в санкционный список стран Евросоюза за распространение дезинформации и пропаганды в поддержку войны России против Украины.

Сергей Пантелеев — член подразделения ГРУ 54777 и основатель Института русской диаспоры, подставной организации ГРУ и составной части дезинформационной сети Inforos. Институт русской диаспоры владеет сетевым СМИ russkie.org который распространяет российскую дезинформацию и пропаганду об агрессивной войне против Украины.— «Официальный журнал Европейского союза», Брюссель, 28 июля 2023 года
Ранее Национальное агентство по предотвращению коррупции Украины выступило с инициативой о введении против Пантелеева международных санкций так как он «распространяет нарративы в соответствии с кремлевской пропагандой в поддержку действий России» и за поддержку российского нападения на Украину.

## Критика
В опубликованном в 2016 г. британским Королевским институтом международных отношений Chatham House докладе «Агенты Русского мира. Уполномоченные группы на оспариваемых территориях», возглавляемый Сергеем Пантелеевым Институт Русского зарубежья назван одним из «ключевых акторов, способствующих консолидации русскоязычных общин во всем мире».
Сергея Пантелеева выделяют среди разработчиков концепции «Русского мира», подходы которых «в наибольшей степени отвечают сегодняшним реалиям».

## Награды
Главой самопровозглашённой Луганской народной республики Л. И. Пасечником награждён Почетным знаком «От благодарного народа ЛНР» (2019 г.).
В знак признания существенного вклада, внесённого в развитие движения соотечественников зарубежья награждён Почетным знаком Всемирного координационного совета российских соотечественников (2022 г.).

## Публикации

### Книги
Государственная политика вывода России из демографического кризиса. — М.: Экономика, научный эксперт, 2007. — 896 с. ISBN 978-5-91290-007-5 (в соавт. с Багдасарян В. Э., Сулакшин С. С., Аникеева А. С., Якунин В. И. и др.).
Русская идентичность на постсоветском пространстве / Под ред. С. Ю. Пантелеева — Москва: Институт Русского зарубежья, 2008. — 140 с.. ISBN 978-5-903675-04-3
ТОЧКИ РОСТА: Евразийская повестка — 2030; Сборник экспертно-аналитических материалов Международного проекта в сфере публичной дипломатии «Точки Роста» 2020—2021 гг. / Отв. ред. С. Ю. Пантелеев. — Москва: Институт Русского зарубежья, 2021. — 465 с. ISBN 978-5-91556-749-7

### Статьи
- Государственная идеология в постсоветской России // Российское государство и общество. XX век. М : Изд-во Моск, ун-та, 1999. — 560 с.
- Русский консерватизм сегодня // Свободная мысль — ХХI. 2004 г. № 11, С. 45-62.
- Федерализация или раскол? // Портал «Россия и соотечественники» — RUSSKIE.ORG. 06 дек 2004
- Между государством и обществом. К проблеме совершенствования информационно-аналитической работы с российскими соотечественниками за рубежом // Портал «Россия и соотечественники» — RUSSKIE.ORG .20 дек 2004
- Мифы вместо Госпрограммы. К проблеме освещения в СМИ реализации программы переселения соотечественников // Портал «Россия и соотечественники» — RUSSKIE.ORG.29 окт 2007
- «Русский мир» как сетевая структура: Теория и практика // Портал «Россия и соотечественники» — RUSSKIE.ORG . 03 дек 2007
- КОЖЕВ Александр // Общественная мысль русского зарубежья : энциклопедия / отв. Ред. В. В. Журавлев отв. Секр. А. В. Репников. М. : Российская политическая энциклопедия (РОССПЭН), 2009. С. 351—354.
- В сетях «Русского мира». Преодолевая постмодерн // Портал «Россия и соотечественники» — RUSSKIE.ORG.19 июн 2009
- Евразийская интеграция Украины: препятствия и перспективы // Евразийское Приднестровье — 2013. Тирасполь. 2013. С. 40-44. // Портал «Россия и соотечественники» — RUSSKIE.ORG.17 июня 2013
- О месте и роли Приднестровья в геополитике Русского мира // Портал «Россия и соотечественники» — RUSSKIE.ORG.21 сент 2016
- 100-летие Революции и проблема единства истории России // Портал «Россия и соотечественники» — RUSSKIE.ORG.10 июл 2017
- О некоторых геополитических аспектах российской миротворческой операции в Приднестровье // Портал «Россия и соотечественники» — RUSSKIE.ORG.11 авг 2017
- Русский мир и духи Русской революции // Портал «Россия и соотечественники» — RUSSKIE.ORG.13 ноября 2018
- Русское зарубежье и образ России (серия статей) // Портал «Россия и соотечественники» — RUSSKIE.ORG.
- Донбасс в геополитике Русского мира // Портал «Россия и соотечественники» — RUSSKIE.ORG.03 апр 2019
- О «русской ирреденте» и праве на воссоединение: к итогам дискуссии // Портал «Россия и соотечественники» — RUSSKIE.ORG.29 янв 2020
- Крымская весна и формула Русского мира // Портал «Россия и соотечественники» — RUSSKIE.ORG.16 март 2020
- К 150-летию Вождя Русской революции (серия статей) Портал «Россия и соотечественники» — RUSSKIE.ORG.
- Евразийский проект Назарбаева: Лондон-Москва-Транзит // Портал «Россия и соотечественники» — RUSSKIE.ORG. 28 май 2020
- Оправдание Путина // Портал «Россия и соотечественники» — RUSSKIE.ORG. 30 июн 2020
- Русская провинция в глобальном мире: метрополия и окраины // Портал «Россия и соотечественники» — RUSSKIE.ORG. 10 дек 2020
- Сергей Пантелеев. Лубянское примирение // Русская идея. 2 марта 2021
- Защита прав соотечественников // Основной закон России: величие страны и достоинство граждан: сборник / Ф. З. Алиев, Б. В. Межуев, А. Б. Рудаков ; Экспертный институт социальных исследований; под редакцией Ф. З. Алиева, Б. В. Межуева, А. Б. Рудакова. — Рыбинск : Медиарост, 2021. С. 200—2017
- Соотечественники в Конституции (серия статей)// Портал «Россия и соотечественники» — RUSSKIE.ORG
- Общее дело против ложного национализма. К 100-летию Евразийства // Портал «Россия и соотечественники» — RUSSKIE.ORG. 27 сен 2021